# Саблы (имение)
Саблы — имение конца XVIII—XX века Бороздиных-Давыдовых в юго-западном Крыму, сейчас территория села Каштановое Симферопольского района Крыма. Памятник градостроительства и архитектуры регионального значения

## Описание
Имение Саблы изначально, помимо, собственно барской усадьбы (сейчас село Каштановое), включало окрестные селения Юхары-Саблы (Верхние Саблы) Орта-Саблы (Средние Саблы) и Ашага-Саблы (Нижние Саблы), решением Крымоблисполкома от 8 сентября 1958 года № 834 слитые в одно село Партизанское. На 1915 год в Тав-Бадракской волости Симферопольского уезда числилась экономия О. А. и В. В Давыдовых Саблы, с 1 жилым домом и площадью 2415 десятин удобной и 195 десятин неудобной земли.
Усадебный дом, построенный в начале XIX века, архитектурно, по мнению исследователей, видно «характерное для романтической
эпохи увлечение Востоком, сочетающееся с традиционными для русского имения классическими формами». Здание построено в трёхчастной объемно-пространственной композиции. Со стороны парка устроена терраса с галереей, оформленными колоннами и резными деревянными узорами. Боковые крылья украшены меньше, декоративными элементами являются лишь тройные окна с полукруглым оформлением. Крыша здания изначально была покрыта желобчатой черепицей-«татаркой». В архивных дореволюционных документах имеется подробное описание дома. «Нижний этаж — длина 21, ширина 7, высота 3 сажени. Комнат с сенцами 17, из коих в двух гостиных полы штучные орехового дерева, под лаком, а в прочих из сосновых досок, дверей входных внутренних и выходных — боковых створчатых филёнчатых — 18; стекольных — 2; простых — 3; печей из кафеля — 12; камин — 1». Деревянная лестница художественной работы с точеными фигурными балясинами вела на второй этаж, где описано: «комнат с дощатыми полами — 5, дверей створчатых — 6, простых — 4… печей из кафеля — 5, камин — 1». Между барским домом и деревней Саблы построили церковь Хозяйственные постройки, загоны для скота, конюшни, амбары, сараи и сеновалы располагались за деревней. Вдоль подъезда со стороны Симферополя был посажен фруктовый сад на много десятин, через который шла широкая каштановая аллея — дорога в имение.
В настоящее время от имения Бороздиных-Давыдовых сохранился господский дом (плoщадью, по современным данным, 3349 м²), фонтан 1857 года постройки, долгое время недействующий, и недавно восстановленный на средства местных жителей, часть старого парка. Усыпальница Давыдовых использовалась в качестве трансформаторной будки. В барском доме сейчас располагаются всевозможные службы Каштанового.

## Имение Мордвинова
Вскоре после присоединения Крыма к России (8) 19 апреля 1783 года имение Саблы, наряду с многими другими, «приобрёл в личное пользование» Новороссийский генерал-губернатор князь Потёмкин-Таврический. В 1787 году «Саблынская дача», с земельными угодьями 3000 десятин удобной земли и 470 — неудобий, по предложению Потемкина, вместе с деревнями Орта-Саблы, Юхары-Саблы и Ашага-Саблы, в которых числилось 58 дворов и 310 жителей, была отдана жене адмирала Мордвинова и капитану Плещееву. По другой версии — подарены лично Мордвинову. Для устраиваемой «Саблынской дачи» граф выбрал место примерно в трёх километрах западнее существовавших селений. Тем не менее, поскольку Мордвинов считал своими окрестные земли, а местные жители, по установившейся веками традиции и обычаям — также своими, между новым владельцем и татарами постоянно возникали конфликты. Мордвинов даже подавал жалобу в столицу на взбунтовавшихся татар. На почве подобных неурядиц, характерных для всего Крыма, 2 декабря 1797 года была создана комиссия «… для рассмотрения жалоб разных владельцев и татар о неправильном отобрании земель», в задачу которой входила и ситуация с Мордвиновским имением. В конце концов адмирал, больше занятый воросами флота, не выдержал и в 1802 году продает Саблынскую дачу Таврическому генерал-губернатору Андрею Михайловичу Бороздину.

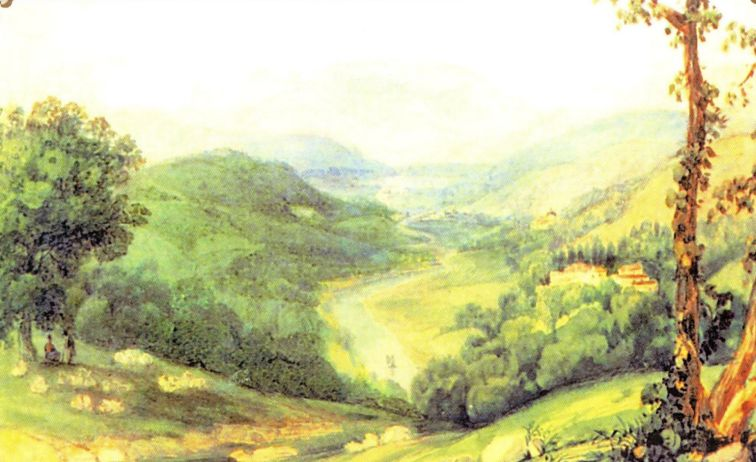
В. А. Жуковский. Саблы. Акварель, 1837 г.
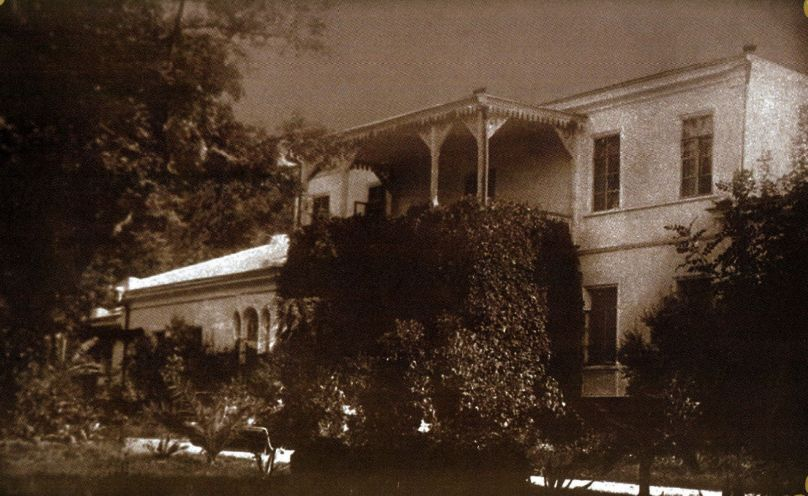
Главный парковый фасад, середина XIX века.
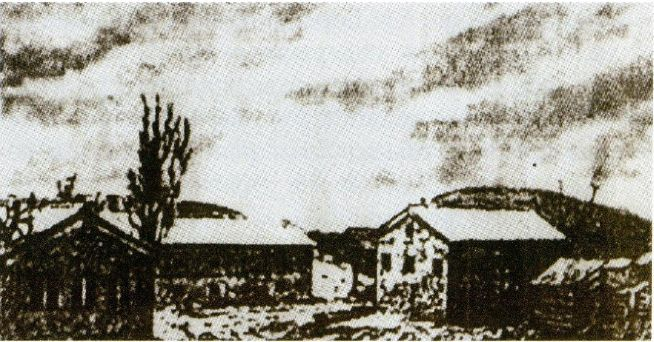
Суконная фабрика в Саблах, 1890 г.
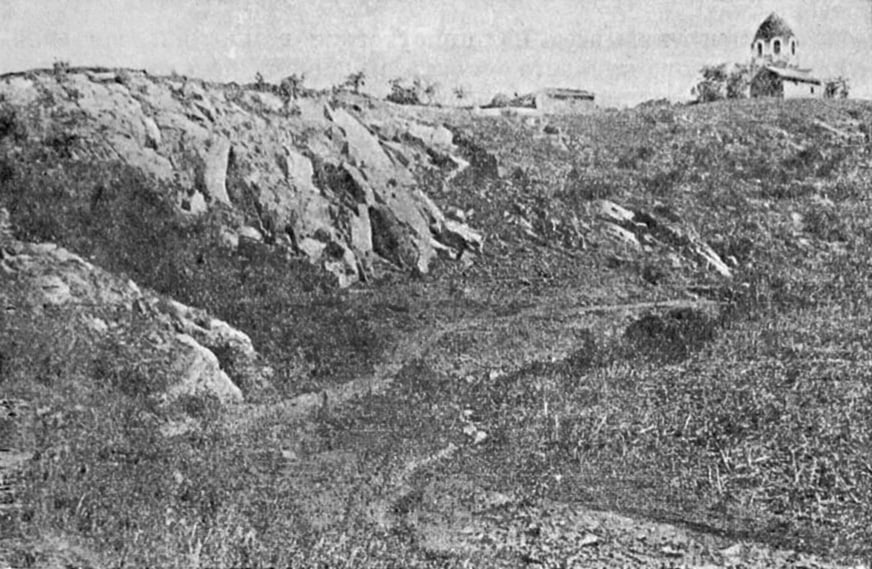
Церковь Покрова Божией матери в Саблах, фото 1920 года.
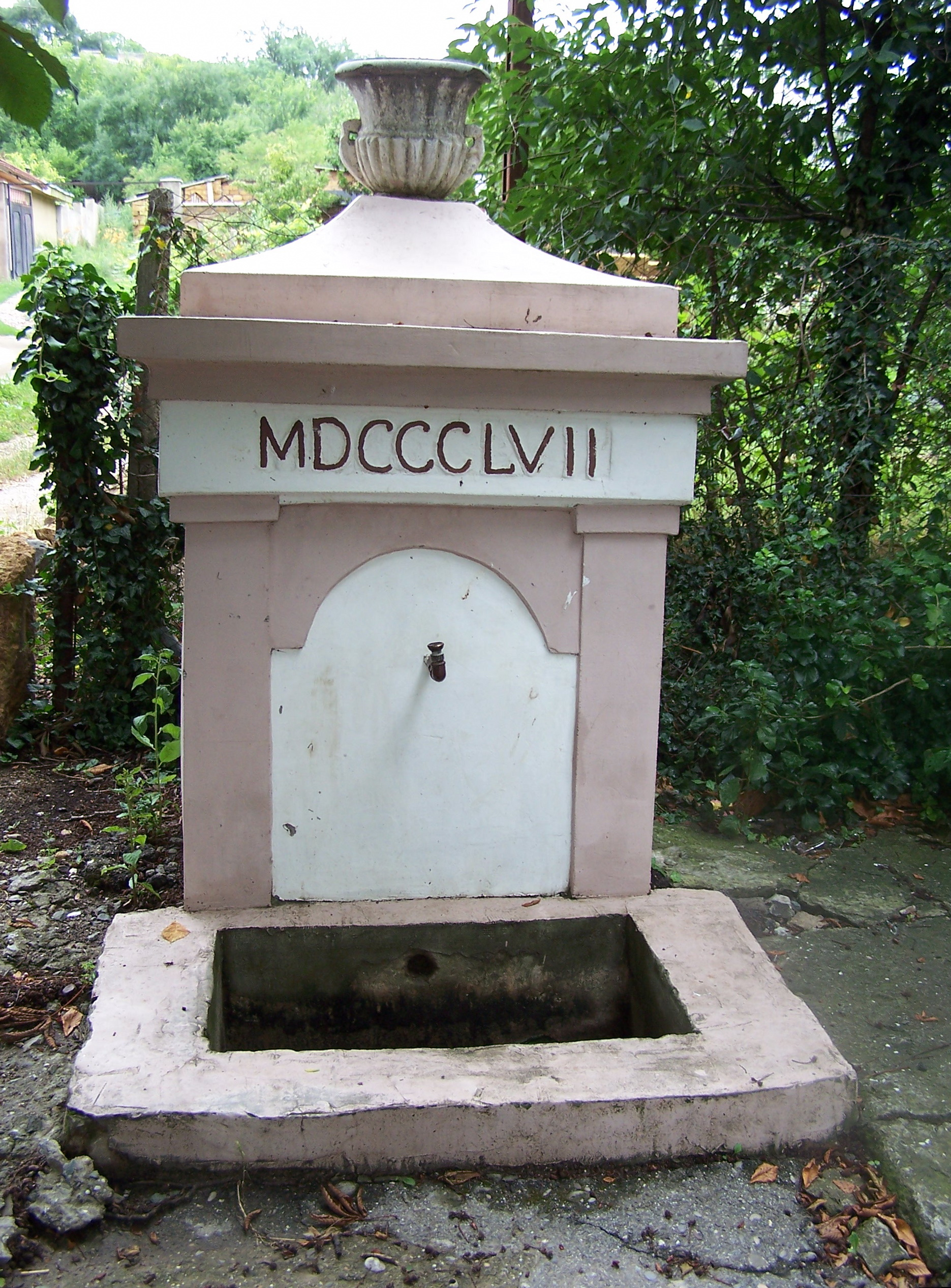
Фонтан в усадьбе, современный вид.

## Имение Бороздина
Новый владелец взялся за дело энергично: перевёз в Саблы 90 семей (549 человек) крепостных из родвых имений Бороздиных в Чигиринском уезде Киевской губернии, начал сооружать многочисленные хозяйственные постройки. В 1803 году вышло правительственное распоряжение, позволяющее не возвращать татарам отобранные у них земли, если помещики успели построить на них какие-либо хозяйственные сооружения. За 10 лет в Саблах были построены многие инфраструктурные хозяйственные объекты, возведена церковь. В имении содержалось до 100 тысяч голов мериносных овец, шерсть которых перерабатывалась на суконной фабрике, выпускающей 15000 аршин сукна в год. Фруктовый сад насчитывал 3720 деревьев, виноградник — 2457 кустов, дававший 75 вёдер вина. Главными достижениями были суконная фабрика, выпускавшая «до 15000 аршин сукна в год», кожевенный завод, Бороздин подумывал о строительстве фабрики химических продуктов (производство соды). Разводились шелковичные черви и овцы, была водяная мучная мельница, корчма у проезжей дороги давала дохода до 2000 рублей в год
Был построен усадебный дом — классическое русское помещичье имение, в котором бывали многие известные русские путешественники, видевшие здесь уголок привычной России.
В имении Бороздин организовал плодопитомник, по словам Льва Симиренко «был первым в Крыму рассадником, из которого все желающие в течение многих лет получали нужные им запасы плодовых деревьев», просадил большой фруктовый сад, разбил виноградник и роскошный парк. В парке проложили дорожки, под деревьями — беседки и скамейки, устроили фонтаны. Построили несколько оранжерей, в которых разводили редкие растения. Кроме барского особняка и парка комплекс имения включал кухонный корпус, часовню, конюшню и другие хозяйственные постройки.
В начале XIX века у Бороздина в Саблах бывали, практически, все известные русские и иностранные путешественник, бывали декабристы Михаил Орлов и Сергей Волконский', Иван Матвеевич Муравьев-Апостол, и Василий Андреевич Жуковский.
9 июля 1825 года в имении побывал Грибоедов, сделав, характерную для него краткую запись в дневнике
Спуск к Саблам, где всё зелено…Крестьяне в Саблах выведенцы из России… Ирландский проповедник Джемс в Саблах, увидавши меня, рад, как медный грош. Школа плодовых деревьев; коли слишком растут в вышину, то это плохо для плодов.

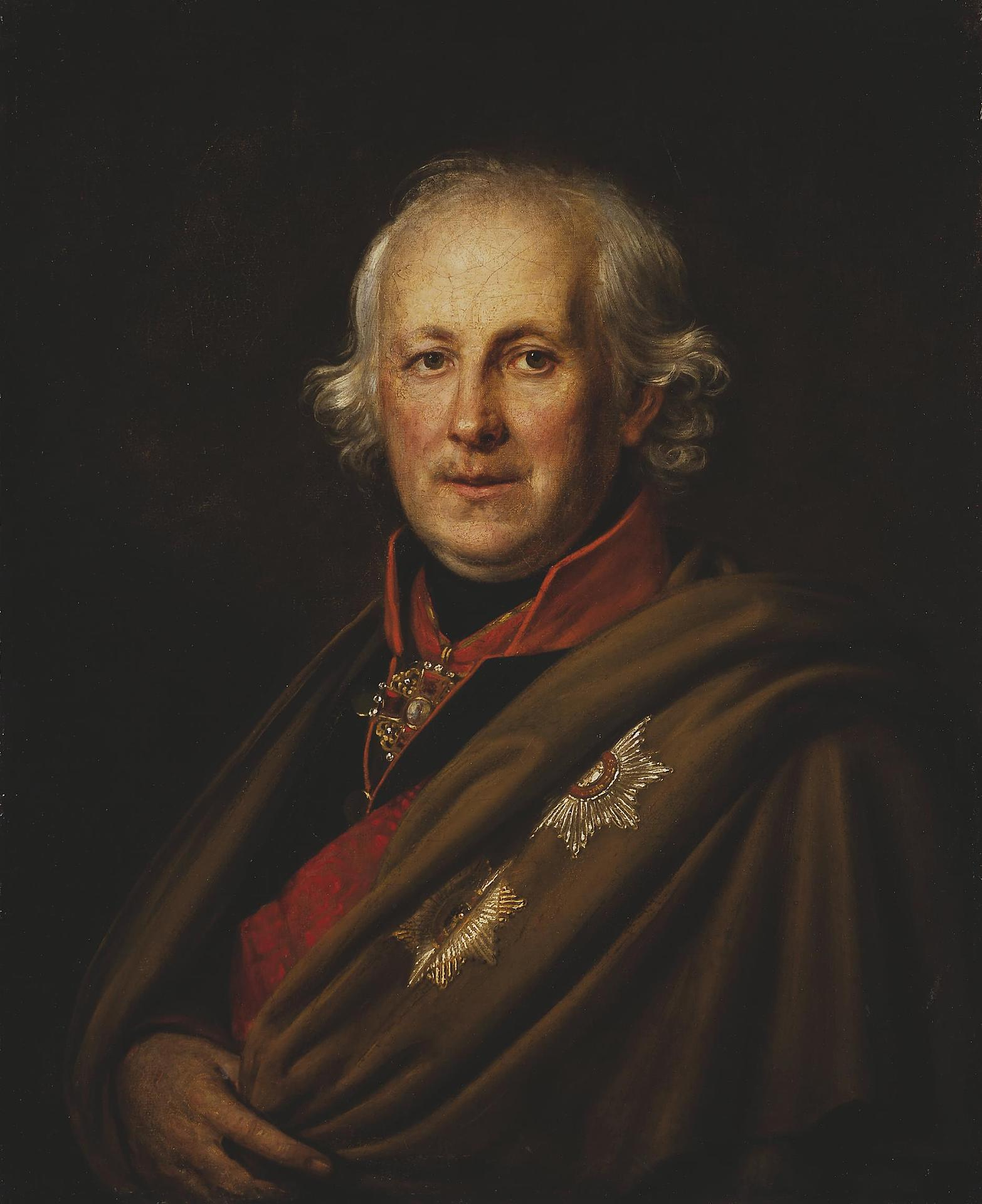
Николай Семёнович Мордвинов
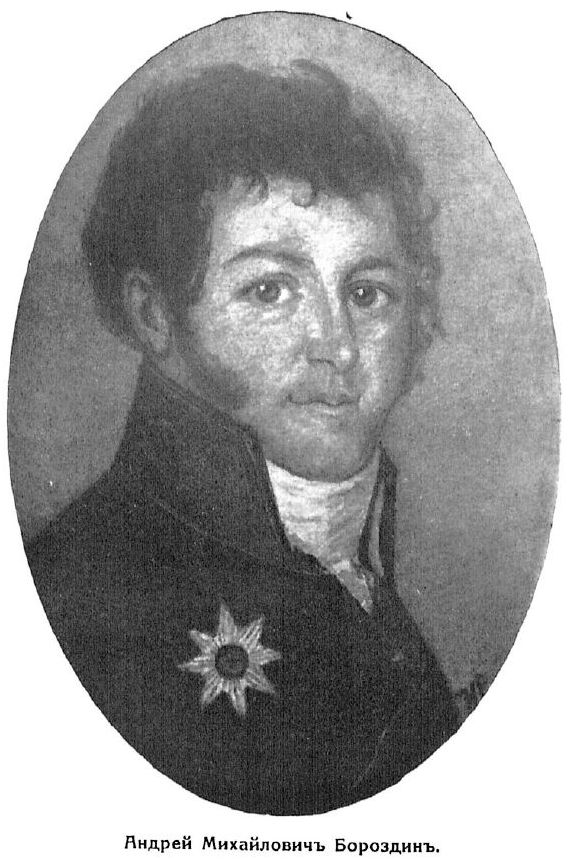
Андрей Михайлович Бороздин
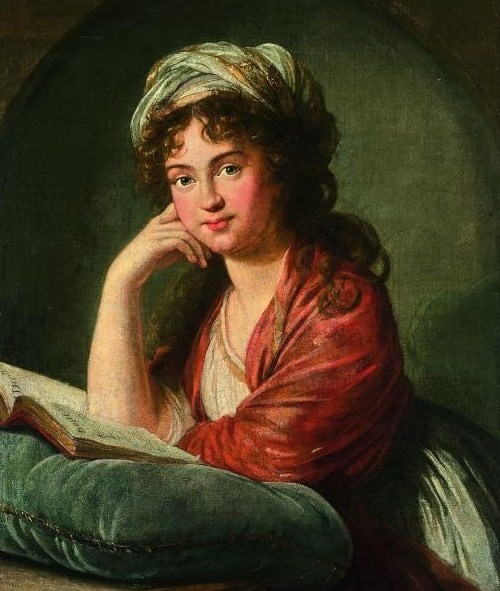
Александра Лаваль
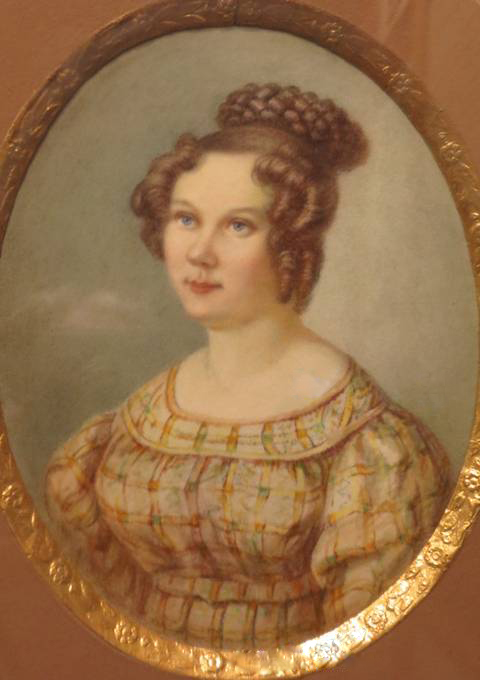
Екатерина Ивановна Трубецкая
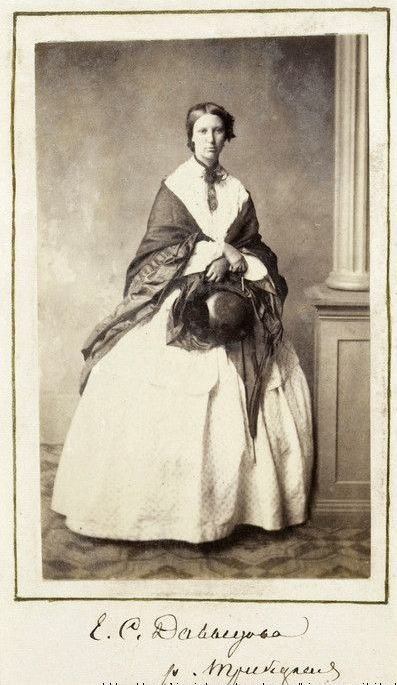
Елизавета Сергеевна Давыдова
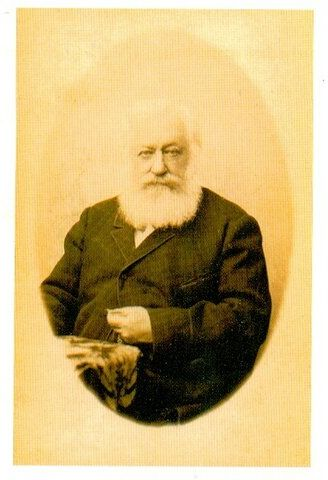
Пётр Васильевич Давыдов.

## Имение Давыдовых
В 1828 году Бороздин за 500 тысяч рублей продаёт имение графине Александре Лаваль, после смерти которой в 1850 году Саблы перешли её дочери Екатерине, жене декабриста Сергея Трубецкого. Екатерина Ивановна, героиня поэмы Н. А. Некрасова «Русские женщины», вступила во владение формально, поскольку жила с мужем на поселении в Сибири и похоронена в 1854 году в Иркутске. Саблы, в качестве приданого перешли к её дочери, Елизавете Сергеевне, вышедшей замуж за Петра Васильевича Давыдова, сына декабриста Василия .Давыдова В году Крымской войны в имении располагался госпиталь для русских войск, в память о чём на здании установлена мемориальная табличка. Супруги прожили долгую жизнь: Пётр Васильевич умер в 1912 году, Елизавета Сергеевна — в 1918, до смерти оставаясь владельцами имения и проживая в Саблах.

## После революции
Судьба имения в послереволюционные годы точно неизвестна, на километровой карте Генштаба Красной армии 1941 года, в которой за картооснову, в основном, были взяты топографические карты Крыма масштаба 1:84000 1920 года и 1:21000 1912 года, обозначены безымянные строения — видимо, подобно другим бывшим усадьбам, в ней был организован совхоз, названный «Саблы». Время переименования совхоза «Саблы» в «Альминский» пока не установлено. Посёлку при центральной усадьбе совхоза «Альминский», решением Крымоблисполкома от 8 сентября 1958 года № 133, было присвоено название Каштановое.